# Індивідуальний податковий номер платника ПДВ
Індивідуа́льний податко́вий но́мер платника податку на додану вартість, скорочено ІПН платника ПДВ — це номер платника податку на додану вартість в реєстрі платників ПДВ України. Індивідуальний податковий номер платника ПДВ є єдиним для всього інформаційного простору України і зберігається за платником податку на додану вартість до моменту виключення його з Реєстру платників ПДВ України.

## Статус
Індивідуальний податковий номер платника ПДВ становить:
- для юридичної особи — 12-розрядний числовий код, структура якого така: 7 знаків включають перші 7 знаків ідентифікаційного коду Єдиного державного реєстру підприємств та організацій України без контрольного числа, 8-й та 9-й знаки — код області за системою кодування, прийнятою в органах державної податкової служби, 10-й та 11-й знаки — код адміністративного району за системою кодування, прийнятою в органах державної податкової служби, 12-й знак — контрольний розряд, алгоритм формування якого встановлює центральний орган державної податкової служби України;
- для фізичних осіб — 10-значний індивідуальний ідентифікаційний номер платника податків (ІПН, РНОКПП) з Державного реєстру фізичних осіб — платників податків;
- для осіб, відповідальних за утримання та внесення податку до бюджету під час виконання договорів про спільну діяльність без створення юридичної особи, постійних представництв нерезидентів в Україні, осіб, які виступають інвесторами відповідно до угоди про розподіл продукції, — 9-значний реєстраційний (обліковий) номер, який надають органи державної податкової служби згідно з Порядком присвоєння реєстраційних (облікових) номерів платників податків, затвердженим наказом Державної податкової адміністрації України від 3 серпня 1998 року № 380 та зареєстрованим у Міністерстві юстиції України 1 вересня 1998 року за № 540/2980. Такі особи в реєстраційній заяві проставляють зазначений реєстраційний (обліковий) номер, і він повинен збігатися з індивідуальним податковим номером;
- для осіб, відповідальних за утримання та внесення податку до бюджету під час виконання декількох договорів про спільну діяльність, свідоцтво про реєстрацію платника податку на додану вартість за формою № 2-Р видається на кожний із зазначених договорів;
- для представництв нерезидентів в Україні індивідуальний податковий номер формується у такому ж порядку як і для юридичних осіб;
- для представництв нерезидентів в Україні, які були зареєстровані платниками ПДВ до 1 червня 2006 року і не мають ідентифікаційного коду ЄДРПОУ, індивідуальним податковим номером є 9-значний реєстраційний (обліковий) номер із Тимчасового реєстру Державної податкової адміністрації України (ТРДПАУ). Перереєстрація таких представництв нерезидентів як платників ПДВ, а також заміна їм відповідних свідоцтв здійснюються після включення таких відокремлених підрозділів до ЄДРПОУ.